# Józef Molisak
Józef Molisak ps. Sęp – działacz ruchu ludowego, żołnierz Batalionów Chłopskich.

## Życiorys
Był synem Wincentego Molisaka. Mieszkając w Kołaczkowicach wstąpił do Batalionów Chłopskich. W organizacji zajmował się sprawami z zakresu wojskowości. Pełnił też funkcję komendanta gminnego w obwodzie stopnickim w gminie Szczytniki. Następnie został członkiem Komendy Obwodowej BCh. Wraz z grupą partyzantów z podległych mu placówek brał udział w drugim ataku na więzienie w Pińczowie. 
Pamiątki po Józefie Molisaku znajdują się w Izbie Pamięci Republiki Pińczowskiej zorganizowanej w pałacu w Chrobrzu.

## Odznaczenia
- Krzyż Kawalerski Orderu Odrodzenia Polski[3]
- Medal Zwycięstwa i Wolności 1945[4]